# Гуарульюс
Гуару́льюс (порт. Guarulhos) — город и муниципалитет на юго-востоке Бразилии, входит в штат Сан-Паулу. Составная часть мезорегиона Агломерация Сан-Паулу. Находится в составе крупной городской агломерации Агломерация Сан-Паулу. Входит в экономико-статистический микрорегион Гуарульюс. Население составляет 1 365 899 человека на 2018 г. Занимает площадь 318,014 км². Плотность населения — 3 887,2 чел./км².
В городе расположен Международный аэропорт Сан-Паулу/Гуарульюс.

## История
Город основан 8 декабря 1560 года.
10-11 марта 2016 года Гуарульюс пострадал от сильного наводнения, в результате которого погибли три (по некоторым данным, четыре) человека.

## Статистика

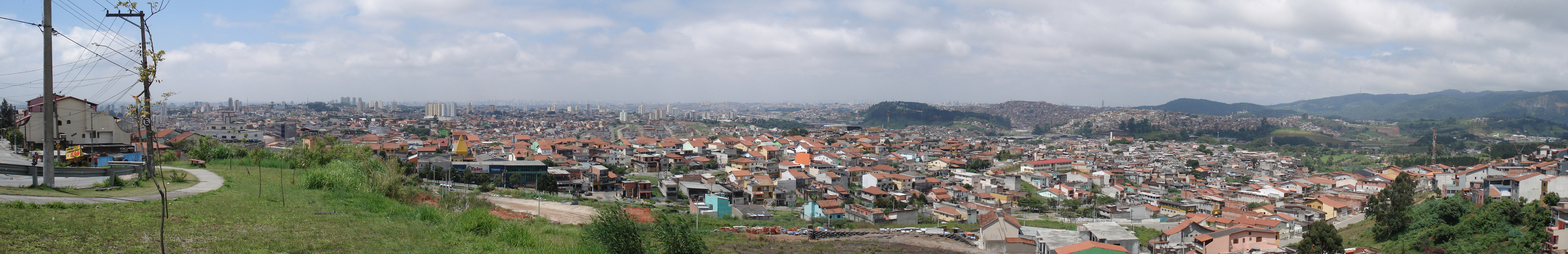

- Валовой внутренний продукт на 2005 составляет 21 615 314 реалов (данные: Бразильский институт географии и статистики).
- Валовой внутренний продукт на душу населения на 2005 составляет 17 276,00 реалов (данные: Бразильский институт географии и статистики).
- Индекс развития человеческого потенциала на 2000 составляет 0,798 (данные: Программа развития ООН).

## География
Расположен в 17 км к северо-востоку от Сан-Паулу.
Климат местности: субтропический. В соответствии с классификацией Кёппена, климат относится к категории Cfa.